# Aptenocanthon winyar
Aptenocanthon winyar là một loài bọ cánh cứng trong họ Bọ hung (Scarabaeidae).